# Владислав Поповић
Владислав Поповић (Београд, 21. децембар 1930 — Београд, 8. октобар 1999) био је српски археолог, члан САНУ и редовни професор Филозофског факултета у Београду, на предмету Методологија археолошких истраживања.

## Биографија
Дипломирао је на одсеку за археологију 1953. а докторирао на Сорбони у Паризу, 1956. године. Специјалност му је била археологија касне антике и раног средњег века.
Био је сарадник Француског националног центра за научна истраживања од 1955. до 1958. године.
Виши научни сарадник био је у Археолошком институту у Београду од 1967. до 1977, као и директор југословенско-америчког и југословенско-француског археолошког пројекта ископавања Сремске Митровице и Царичиног града.
Аутор је великог броја радова (преко 100 библиографских јединица).
Члан САНУ постао је 1983. а члан Француске академије наука 1990. године.

### Изабрани радови
- Кондић, Владимир; Поповић, Владислав (1977). Царичин град: Утврђено насеље у византијском Илирику. Београд: САНУ.
- Поповић, Владислав (1978). „Епископска седишта у Србији од IX до XI века” (PDF). Годишњак града Београда. 25: 33—39.
- Duval, Noël; Popović, Vladislav, ур. (1984). Caričin Grad I: Les basiliques B et J de Caričin Grad: Quatre objets remarquables de Caričin Grad: Le trésor de Hajdučka Vodenica. 1. Belgrade; Rome: Institute archéologique de Belgrade; Ecole française de Rome.
- Popović, Vladislav (1984). „Byzantins, Slaves et autochtones dans les provinces de Prévalitane et Nouvelle Épire”. Villes et peuplement dans l'Illyricum protobyzantin. Roma: École française. стр. 181—243.
- Поповић, Владислав (1986). „Куврат, Кувер и Аспарух” (PDF). Старинар. 37: 103—133.
- Поповић, Владислав (1988). „Албанија у касној антици”. Илири и Албанци. Београд: САНУ. стр. 201—283.
- Поповић, Владислав (1990). „Грчки натпис из Царичиног Града и питање убикације Прве Јустинијане”. Глас САНУ. 360 (7): 53—108.
- Popović, Vladislav (1991). „Trois inscriptions protobyzantines de Bregovina” (PDF). Старинар. 40-41 (1989-1990): 279—290.